# نورپور، چکوال
نورپور (به انگلیسی: Noorpur) یک روستا در پاکستان است که در ناحیه چکوال واقع شده‌است.